# Bóng đá tại Thế vận hội Mùa hè 2016 - Nữ - Bảng G
Bảng G môn bóng đá nữ tại Thế vận hội Mùa hè 2016 diễn ra từ 3 tới 9 tháng 8 năm 2016, bao gồm Colombia, Hoa Kỳ, New Zealand và Pháp. Hai đội tuyển xuất sắc nhất bảng tiến vào giai đoạn loại trực tiếp, trong khi đội thứ ba là New Zealand không thể giành quyền vào vòng sau vì họ là đội đứng thứ ba có thành tích kém nhất.
Múi giờ địa phương là BRT (UTC-3). Đối với các trận đấu tại Manaus, nơi có múi giờ là AMT (UTC−4), giờ bắt đầu tại đây được để trong ngoặc.

## Bảng xếp hạng
| VT | Đội         | ST | T | H | B | BT | BB | HS | Đ | Giành quyền tham dự |
| -- | ----------- | -- | - | - | - | -- | -- | -- | - | ------------------- |
| 1  | Hoa Kỳ      | 3  | 2 | 1 | 0 | 5  | 2  | +3 | 7 | Tứ kết              |
| 2  | Pháp        | 3  | 2 | 0 | 1 | 7  | 1  | +6 | 6 | Tứ kết              |
| 3  | New Zealand | 3  | 1 | 0 | 2 | 1  | 5  | −4 | 3 |                     |
| 4  | Colombia    | 3  | 0 | 1 | 2 | 2  | 7  | −5 | 1 |                     |

## Các trận đấu

### Hoa Kỳ v New Zealand
| Hoa Kỳ                | 2–0                                | New Zealand |
| --------------------- | ---------------------------------- | ----------- |
| Lloyd 9' · Morgan 46' | Chi tiết (Rio2016) Chi tiết (FIFA) |             |

| Hoa Kỳ | New Zealand |

| TM               | 1  | Hope Solo          |  |     |
| HV               | 4  | Becky Sauerbrunn   |  |     |
| HV               | 5  | Kelley O'Hara      |  |     |
| HV               | 7  | Meghan Klingenberg |  |     |
| HV               | 8  | Julie Johnston     |  |     |
| TV               | 3  | Allie Long         |  |     |
| TV               | 10 | Carli Lloyd (c)    |  |     |
| TV               | 14 | Morgan Brian       |  | 64' |
| TV               | 17 | Tobin Heath        |  |     |
| TĐ               | 2  | Mallory Pugh       |  | 51' |
| TĐ               | 13 | Alex Morgan        |  | 81' |
| Thay người:      |    |                    |  |     |
| TĐ               | 16 | Crystal Dunn       |  | 51' |
| TV               | 9  | Lindsey Horan      |  | 64' |
| TĐ               | 12 | Christen Press     |  | 81' |
| Huấn luyện viên: |    |                    |  |     |
| Jill Ellis       |    |                    |  |     |

| TM               | 1  | Erin Nayler      |     |     |
| HV               | 2  | Ria Percival     | 64' |     |
| HV               | 5  | Abby Erceg (c)   |     |     |
| HV               | 6  | Rebekah Stott    |     |     |
| HV               | 7  | Ali Riley        | 30' |     |
| TV               | 4  | Katie Duncan     |     | 71' |
| TV               | 12 | Betsy Hassett    | 18' |     |
| TV               | 14 | Katie Bowen      |     | 60' |
| TV               | 16 | Annalie Longo    |     |     |
| TĐ               | 9  | Amber Hearn      |     |     |
| TĐ               | 17 | Hannah Wilkinson |     | 83' |
| Thay người:      |    |                  |     |     |
| TĐ               | 10 | Sarah Gregorius  |     | 60' |
| TV               | 11 | Kirsty Yallop    |     | 71' |
| TĐ               | 8  | Jasmine Pereira  |     | 83' |
| Huấn luyện viên: |    |                  |     |     |
| Tony Readings    |    |                  |     |     |

| Trợ lý trọng tài Nataliya Rachynska (Ukraina) Sanja Rođak-Karšić (Croatia) Trọng tài thứ tư: María Carvajal (Chile) |

### Pháp v Colombia
| Pháp                                                       | 4–0                                | Colombia |
| ---------------------------------------------------------- | ---------------------------------- | -------- |
| C. Arias 2' (l.n.) · Le Sommer 14' · Abily 42' · Majri 82' | Chi tiết (Rio2016) Chi tiết (FIFA) |          |

| Pháp | Colombia |

| TM                | 16 | Sarah Bouhaddi      |     |     |
| HV                | 2  | Griedge Mbock Bathy |     |     |
| HV                | 3  | Wendie Renard (c)   |     |     |
| HV                | 7  | Amel Majri          | 50' |     |
| HV                | 8  | Jessica Houara      |     |     |
| TV                | 6  | Amandine Henry      |     |     |
| TV                | 10 | Camille Abily       |     | 72' |
| TV                | 14 | Louisa Necib        |     |     |
| TV                | 15 | Élise Bussaglia     |     |     |
| TĐ                | 9  | Eugénie Le Sommer   |     | 75' |
| TĐ                | 13 | Kadidiatou Diani    |     | 80' |
| Thay người:       |    |                     |     |     |
| TV                | 11 | Claire Lavogez      |     | 72' |
| TĐ                | 18 | Marie-Laure Delie   |     | 75' |
| TĐ                | 12 | Élodie Thomis       |     | 80' |
| Huấn luyện viên:  |    |                     |     |     |
| Philippe Bergeroo |    |                     |     |     |

| TM               | 18 | Sandra Sepúlveda   |     |     |
| HV               | 6  | Liana Salazar      |     |     |
| HV               | 9  | Oriánica Velásquez |     |     |
| HV               | 13 | Angela Clavijo     |     |     |
| HV               | 14 | Nataly Arias       |     |     |
| HV               | 17 | Carolina Arias     |     |     |
| TV               | 3  | Natalia Gaitán (c) |     |     |
| TV               | 4  | Diana Ospina       |     | 67' |
| TV               | 10 | Leicy Santos       |     | 89' |
| TV               | 11 | Catalina Usme      |     |     |
| TĐ               | 16 | Lady Andrade       |     | 76' |
| Thay người:      |    |                    |     |     |
| TĐ               | 7  | Ingrid Vidal       | 71' | 67' |
| TV               | 15 | Tatiana Ariza      |     | 76' |
| HV               | 8  | Mildrey Pineda     |     | 89' |
| Huấn luyện viên: |    |                    |     |     |
| Felipe Taborda   |    |                    |     |     |

| Trợ lý trọng tài Hong Kum-nyo (CHDCND Triều Tiên) Allyson Flynn (Úc) Trọng tài thứ tư: Melissa Borjas (Honduras) |

### Hoa Kỳ v Pháp
| Hoa Kỳ    | 1–0                                | Pháp |
| --------- | ---------------------------------- | ---- |
| Lloyd 64' | Chi tiết (Rio2016) Chi tiết (FIFA) |      |

| Hoa Kỳ | Pháp |

| TM               | 1  | Hope Solo          |     |     |
| HV               | 4  | Becky Sauerbrunn   |     |     |
| HV               | 5  | Kelley O'Hara      |     |     |
| HV               | 6  | Whitney Engen      |     |     |
| HV               | 7  | Meghan Klingenberg |     | 90' |
| TV               | 3  | Allie Long         |     |     |
| TV               | 10 | Carli Lloyd (c)    |     | 82' |
| TV               | 14 | Morgan Brian       |     |     |
| TV               | 17 | Tobin Heath        |     |     |
| TĐ               | 13 | Alex Morgan        |     |     |
| TĐ               | 16 | Crystal Dunn       | 67' | 70' |
| Thay người:      |    |                    |     |     |
| TĐ               | 11 | Ali Krieger        |     | 70' |
| TV               | 9  | Lindsey Horan      |     | 82' |
| TĐ               | 12 | Christen Press     |     | 90' |
| Huấn luyện viên: |    |                    |     |     |
| Jill Ellis       |    |                    |     |     |

| TM                | 16 | Sarah Bouhaddi      |     |     |
| HV                | 2  | Griedge Mbock Bathy | 80' |     |
| HV                | 3  | Wendie Renard (c)   |     |     |
| HV                | 7  | Amel Majri          |     |     |
| HV                | 8  | Jessica Houara      |     |     |
| TV                | 6  | Amandine Henry      |     |     |
| TV                | 10 | Camille Abily       |     | 82' |
| TV                | 14 | Louisa Necib        |     | 70' |
| TV                | 15 | Élise Bussaglia     |     |     |
| TĐ                | 13 | Kadidiatou Diani    |     |     |
| TĐ                | 18 | Marie-Laure Delie   |     | 86' |
| Thay người:       |    |                     |     |     |
| TĐ                | 12 | Élodie Thomis       |     | 70' |
| TV                | 17 | Kheira Hamraoui     |     | 82' |
| TV                | 11 | Claire Lavogez      |     | 86' |
| Huấn luyện viên:  |    |                     |     |     |
| Philippe Bergeroo |    |                     |     |     |

| Trợ lý trọng tài Loreto Toloza (Chile) Neuza Back (Brasil) Trọng tài thứ tư: María Carvajal (Chile) |

### Colombia v New Zealand
| Colombia | 0–1                                | New Zealand           |
| -------- | ---------------------------------- | --------------------- |
|          | Chi tiết (Rio2016) Chi tiết (FIFA) | Hearn 31' · Erceg 88' |

| Colombia | New Zealand |

| TM               | 18 | Sandra Sepúlveda   |     |     |
| HV               | 6  | Liana Salazar      | 21' | 89' |
| HV               | 9  | Oriánica Velásquez |     |     |
| HV               | 13 | Angela Clavijo     |     |     |
| HV               | 14 | Nataly Arias       |     |     |
| HV               | 17 | Carolina Arias     |     |     |
| TV               | 3  | Natalia Gaitán (c) |     |     |
| TV               | 4  | Diana Ospina       |     | 79' |
| TV               | 10 | Leicy Santos       |     |     |
| TV               | 11 | Catalina Usme      |     |     |
| TĐ               | 16 | Lady Andrade       |     | 73' |
| Thay người:      |    |                    |     |     |
| TV               | 15 | Tatiana Ariza      |     | 73' |
| TĐ               | 7  | Ingrid Vidal       |     | 79' |
| TĐ               | 12 | Nicole Regnier     |     | 89' |
| Huấn luyện viên: |    |                    |     |     |
| Felipe Taborda   |    |                    |     |     |

| TM               | 1  | Erin Nayler      |     |     |
| HV               | 2  | Ria Percival     |     |     |
| HV               | 5  | Abby Erceg (c)   | 88' |     |
| HV               | 6  | Rebekah Stott    |     |     |
| HV               | 7  | Ali Riley        |     |     |
| TV               | 4  | Katie Duncan     | 45' |     |
| TV               | 12 | Betsy Hassett    |     |     |
| TV               | 16 | Annalie Longo    |     |     |
| TĐ               | 9  | Amber Hearn      |     |     |
| TĐ               | 10 | Sarah Gregorius  |     | 57' |
| TĐ               | 17 | Hannah Wilkinson | 26' | 62' |
| Thay người:      |    |                  |     |     |
| TV               | 14 | Katie Bowen      |     | 57' |
| TĐ               | 13 | Rosie White      | 62' | 90' |
| HV               | 15 | Meikayla Moore   |     | 90' |
| Huấn luyện viên: |    |                  |     |     |
| Tony Readings    |    |                  |     |     |

| Trợ lý trọng tài Bernadettar Kwimbira (Malawi) Souad Oulhaj () Trọng tài thứ tư: Melissa Borjas (Honduras) |

### Colombia v Hoa Kỳ
| Colombia         | 2–2                                | Hoa Kỳ                 |
| ---------------- | ---------------------------------- | ---------------------- |
| C. Usme 26', 90' | Chi tiết (Rio2016) Chi tiết (FIFA) | C. Dunn 41' · Pugh 59' |

| Colombia | Hoa Kỳ |

| TM               | 18 | Sandra Sepúlveda   |     |     |
| HV               | 6  | Liana Salazar      | 72' |     |
| HV               | 9  | Oriánica Velásquez |     | 46' |
| HV               | 13 | Angela Clavijo     |     |     |
| HV               | 14 | Nataly Arias       |     |     |
| HV               | 17 | Carolina Arias     |     |     |
| TV               | 3  | Natalia Gaitán (c) | 88' |     |
| TV               | 10 | Leicy Santos       |     |     |
| TV               | 11 | Catalina Usme      |     |     |
| TV               | 15 | Tatiana Ariza      |     | 80' |
| TĐ               | 16 | Lady Andrade       |     | 62' |
| Thay người:      |    |                    |     |     |
| HV               | 5  | Isabella Echeverri |     | 46' |
| TV               | 4  | Diana Ospina       |     | 62' |
| TĐ               | 7  | Ingrid Vidal       |     | 80' |
| Huấn luyện viên: |    |                    |     |     |
| Felipe Taborda   |    |                    |     |     |

| TM               | 1  | Hope Solo        |     |     |
| HV               | 4  | Becky Sauerbrunn |     |     |
| HV               | 5  | Kelley O'Hara    |     |     |
| HV               | 6  | Whitney Engen    |     |     |
| HV               | 11 | Ali Krieger      | 86' |     |
| TV               | 9  | Lindsey Horan    |     |     |
| TV               | 10 | Carli Lloyd (c)  |     | 46' |
| TV               | 14 | Morgan Brian     |     | 65' |
| TV               | 15 | Megan Rapinoe    |     | 33' |
| TĐ               | 12 | Christen Press   |     |     |
| TĐ               | 16 | Crystal Dunn     |     |     |
| Thay người:      |    |                  |     |     |
| TĐ               | 2  | Mallory Pugh     |     | 33' |
| TĐ               | 13 | Alex Morgan      |     | 46' |
| TV               | 3  | Allie Long       |     | 65' |
| Huấn luyện viên: |    |                  |     |     |
| Jill Ellis       |    |                  |     |     |

| Trợ lý trọng tài Petruța Iugulescu (România) Mária Súkeníková (Slovakia) Trọng tài thứ tư: Melissa Borjas (Honduras) |

### New Zealand v Pháp
| New Zealand | 0–3                                | Pháp                                        |
| ----------- | ---------------------------------- | ------------------------------------------- |
|             | Chi tiết (Rio2016) Chi tiết (FIFA) | Le Sommer 38' · Cadamuro 63', 90+2' (ph.đ.) |

| New Zealand | Pháp |

| TM               | 1  | Erin Nayler      |       |     |
| HV               | 2  | Ria Percival     |       |     |
| HV               | 5  | Abby Erceg (c)   |       |     |
| HV               | 6  | Rebekah Stott    |       |     |
| HV               | 7  | Ali Riley        | 90+1' |     |
| TV               | 4  | Katie Duncan     |       |     |
| TV               | 12 | Betsy Hassett    |       | 60' |
| TV               | 14 | Katie Bowen      |       | 78' |
| TV               | 16 | Annalie Longo    |       |     |
| TĐ               | 9  | Amber Hearn      |       |     |
| TĐ               | 17 | Hannah Wilkinson |       | 71' |
| Thay người:      |    |                  |       |     |
| TĐ               | 10 | Sarah Gregorius  |       | 60' |
| TĐ               | 13 | Rosie White      |       | 71' |
| TĐ               | 8  | Jasmine Pereira  | 83'   | 78' |
| Huấn luyện viên: |    |                  |       |     |
| Tony Readings    |    |                  |       |     |

| TM                | 16 | Sarah Bouhaddi    |  |     |
| HV                | 3  | Wendie Renard (c) |  |     |
| HV                | 4  | Sakina Karchaoui  |  |     |
| HV                | 5  | Sabrina Delannoy  |  |     |
| HV                | 8  | Jessica Houara    |  |     |
| TV                | 6  | Amandine Henry    |  | 72' |
| TV                | 11 | Claire Lavogez    |  |     |
| TV                | 14 | Louisa Necib      |  |     |
| TV                | 15 | Élise Bussaglia   |  | 67' |
| TĐ                | 12 | Élodie Thomis     |  |     |
| TĐ                | 18 | Marie-Laure Delie |  | 35' |
| Thay người:       |    |                   |  |     |
| TĐ                | 9  | Eugénie Le Sommer |  | 35' |
| TV                | 10 | Camille Abily     |  | 67' |
| TV                | 17 | Kheira Hamraoui   |  | 72' |
| Huấn luyện viên:  |    |                   |  |     |
| Philippe Bergeroo |    |                   |  |     |

| Trợ lý trọng tài Mayte Chávez (México) Enedina Caudillo (México) Trọng tài thứ tư: Rita Gani (Malaysia) |